# ニコラス・ラミレス (チリのサッカー選手)
ニコラス・エンリケ・ラミレス・アギレラ（1997年5月1日 - ）はチリのサッカー選手。現在はCDウアチパトでプレイしている。ポジションはセンターバック。

## 国際的な大会における経歴
ラミレスは20歳以下のみ出場できる（U-20）2017 南米ユース選手権でチリ代表として出場。23歳以下のみ出場できる（U-23）2020年東京オリンピックのサッカー競技・南米予選でもチリ代表として出場した。
さらにチリのスカッドとして第47回トゥーロン国際大会にも出場している。

## 個人成績

### クラブ
| クラブ                         | シーズン | リーグ戦 | リーグ戦 | 大陸選手権大会 | 大陸選手権大会 | カップ戦 | カップ戦 | 合計 | 合計 |
| クラブ                         | シーズン | 出場     | 得点     | 出場           | 得点           | 出場     | 得点     | 出場 | 得点 |
| ------------------------------ | -------- | -------- | -------- | -------------- | -------------- | -------- | -------- | ---- | ---- |
| クルブ・ウニベルシダ・デ・チレ | 2014–15  | 0        | 0        | 0              | 0              | 1        | 0        | 1    | 0    |
| クルブ・ウニベルシダ・デ・チレ | 2015–16  | 9        | 0        | 2              | 0              | 0        | 0        | 11   | 0    |
| クルブ・ウニベルシダ・デ・チレ | 2016–17  | 2        | 0        | 0              | 0              | 3        | 0        | 5    | 0    |
| クルブ・ウニベルシダ・デ・チレ | 通算     | 11       | 0        | 2              | 0              | 4        | 0        | 17   | 0    |
| 総通算                         | 総通算   | 11       | 0        | 2              | 0              | 4        | 0        | 17   | 0    |